# Аркангел (Чёрное зеркало)
«Аркангел» (англ. Arkangel) — второй эпизод четвёртого сезона телесериала-антологии «Чёрное зеркало». Режиссёром выступила Джоди Фостер, сценарий написал создатель сериала Чарли Брукер. Премьера состоялась на Netflix 29 декабря 2017.
«Аркангел» — это название устройства, позволяющего родителям отслеживать ребёнка. Мать-одиночка Мэри (Розмари Деуитт) поставила Аркангел своей дочери Саре (Бренна Хардинг). Сначала он проявляет себя эффективно, но со временем мешает Саре познавать мир, поэтому Мэри выключает его и позволяет Саре расти без постоянного контроля Аркангела. Когда Сара становится подростком, у Мэри появляется соблазн снова использовать чип.

## Сюжет
Мать-одиночка Мэри рожает дочь Сару. Когда девочке было три года, она потерялась в парке, потому что погналась за котёнком. После отчаянных поисков Мэри решает, что такое больше никогда не должно повториться, поэтому соглашается принять участие в программе «Аркангел». Технология позволяет видеть местоположение ребёнка, его жизненные показатели, видеть его глазами с помощью «родительского планшета». Отец Мэри скептически относится к такой слежке, но Мэри продолжает участвовать в программе.
Сначала чип работает хорошо, спасая ребёнка от соседского пса, но в конце концов проявляется и негативная сторона чипа: когда дедушка Сары переживает сердечный приступ, Сара не слышит его просьб о помощи, так как Аркангел блокирует изображение и звук как нежелательные. Впрочем, Мэри видит отца с помощью планшета и успевает привезти его вовремя в больницу.
В свои семь лет Сара известна среди сверстников как «ходячий жучок» из-за чипа. Одноклассник Трюк пытается объяснить ей, что такое кровь и как выглядит насилие, однако её чип фильтрует даже это. В этот же вечер Сара пытается нарисовать насилие и у неё не получается. Потрясённая этим открытием, она прокалывает палец и не может увидеть даже свою кровь, что наконец вынуждает Мэри вмешаться. Сара бьёт её, но Аркангел блокирует эти проявления жестокости. Мэри ведёт Сару к врачу, который говорит, что чип нельзя вытащить, и советует просто отключить ограничения и выбросить планшет. Мэри прячет планшет и отправляет Сару в школу впервые без присмотра. Трюк сразу же показывает ей изображения насилия и порнографию.
Сара растёт без Аркангела. Ей 15 лет, и Трюк приглашает её на озеро. Она говорит матери, что идёт к подруге смотреть кино, а сама едет на озеро. Впрочем Мэри обнаруживает, что Сары нет у подруги, поэтому она снова включает Аркангел и видит, что Сара и Трюк занимаются сексом. Сара возвращается домой и врёт матери о том, где была, поэтому Мэри начинает снова постоянно пользоваться Аркангелом. Однажды она видит, что Сара с Трюком употребляют кокаин. Она находит Трюка и шантажирует его, требуя отказаться от общения с Сарой. Позже Мэри получает уведомление от Аркангела о состоянии здоровья Сары и идёт в аптеку. На следующее утро она подмешивает ей таблетки экстренной контрацепции в коктейль.
В тот день на уроке Саре становится плохо, её рвёт в школьном туалете. Школьная медсестра объясняет, что это было вызвано контрацепцией, поэтому теперь она не беременна. Вернувшись домой, Сара находит в мусоре пачку из-под таблеток, после чего находит в маминой комнате планшет Аркангела. Чувствуя себя преданной, она начинает собирать вещи. Мэри возвращается домой, и после короткой ссоры Сара начинает бить её планшетом, а фильтр мешает ей видеть, какие повреждения она наносит матери. В конце концов планшет ломается и Сара понимает, что она натворила.
Мэри приходит в себя и выходит на улицу, зовя Сару. Планшет повреждён слишком сильно, чтобы можно было увидеть, где находится её дочь. Сара же «голосует» на окраине города и уезжает на первом же остановившемся грузовике.

## Отсылки
Для демонстрации технологии блокировки, Саре демонстрируют видео записанное МАСС-имплантом с серии «Люди против огня».
Также в комнате повзрослевшей Сары висит плакат с надписью «Таск» — имя погибшего рэпера из эпизода «Враг народа».

## Анализ
Один из критиков сравнил «Аркангела» с двумя более старыми эпизодами «Чёрного зеркала» — «История всей твоей жизни» и «Я скоро вернусь» — в том, что они все основаны на технологиях, которые уже существуют, и показывают, как эти технологии могут развиться в ложном направлении в будущем.

## Производство

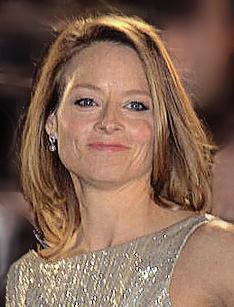
Режиссёром «Аркангела» выступила Джоди Фостер, которая стала первой женщиной-режиссёром «Чёрного зеркала»

Первые два сезона «Чёрного зеркала» были показаны на телеканале Channel 4 в Великобритании, а в сентябре 2015 Netflix заказал сезон на 12 эпизодов и в марте 2016 купил права на сериал за 40 млн долларов. Заказ на 12 эпизодов был разделён на два сезона, по шесть эпизодов каждый.
Эпизод стал первым в истории «Чёрного зеркала», режиссёром которого стала женщина — Джоди Фостер. Фостер лично занималась подбором актёров и выбрала свою подругу Розмари Деуитт, с которой они познакомились благодаря жене Фостер Александре Хэдисон, на роль Мэри. Это был только второй случай, когда Фостер как режиссёр работала со своим другом, первым был Мел Гибсон в 2011 году на съемках фильма «Бобёр». По словам Брукера, он выбрал Фостер режиссёром эпизода, ведь она была ребёнком-актёром, поэтому должна знать, что значит расти в центре внимания. Более того Брукер утверждает, что Фостер имела так много замечаний, что это изменило некоторые события в эпизоде.
Фостер заявила, что во время съёмок случались «очень долгие часы», а сцены с детьми иногда были хлопотными. Режиссёр избегала графического контента в серии, ведь, по её словам, он «отвлекает от сути». Исключением стали сцены фильтрации чипом насилия, как например нападение Сары на мать.
Объясняя действия своего персонажа Мэри, Деуитт заявила, что одинокие матери «переживают предательство иначе»; Фостер добавила, что, когда Мэри понимает, что Сара лжёт ей, но не начинает конфликта, это влечёт за собой «трещину», и Мэри начинает «битву за контроль». Пытаясь добиться того, чтобы дочь не оставила её, Мэри становится жертвой самосбывающегося пророчества, поскольку получает именно тот результат, которого больше всего боялась.

### Маркетинг
- В мае 2017 на Reddit неофициально объявили названия всех шести эпизодов и имена режиссёров[7].
- Первый трейлер был обнародован 25 августа 2017 года, в нём содержались все шесть названий[8][9].
- В сентябре 2017 было обнародовано две промо-фотографии четвёртого сезона, включая одну из «Аркангела»[10].
- Начиная с 24 ноября 2017, Netflix обнародовал серию постеров и трейлеров к четвёртому сезону сериала, эту акцию назвали «13 дней „Чёрного зеркала“»[11].
- 6 декабря Netflix обнародовал трейлер, в котором содержались кадры из всех эпизодов сезона и анонс того, что сезон выйдет 29 декабря[12].

## Критика
- Высоко оценив режиссуру Фостер и игру Деуитт, Адам Старки из «Metro» отмечает, что в серии идёт речь о паранойе, что объясняет «слегка предсказуемое» исполнение серии[1].
- В своей положительной рецензии Луиза Меллор с сайта «Den of Geek» высоко оценила «хороший баланс» между этическими проблемами, которые исследуются в эпизоде. Режиссуру Фостер она охарактеризовала как «чувствительную и эмоциональную в стиле американского независимого кино»,

отметив, что история рассказана через эмпатию.
- Софи Гилберт из «The Atlantic» оппонирует таким оценкам. По её мнению, несмотря на хороший посыл, эпизод страдает от плохого исполнения. Гилберт далее утверждает, что «мораль эпизода очевидна, и вопрос влияния взросления на детей очень интересен, но недостаточно раскрыт»[14].
- Эд Пауэр из «The Daily Telegraph» поставил эпизоду 3 звезды и поддержал претензии Гилберт, заявив, что Брукер мог бы «окунуться глубже» в последствия просмотра ребёнком порнографии и сцен насилия. Пауэр назвал эпизод «настолько типичным "Чёрным зеркалом", что аж почти провальным»[15].